# 導彈巡洋艦

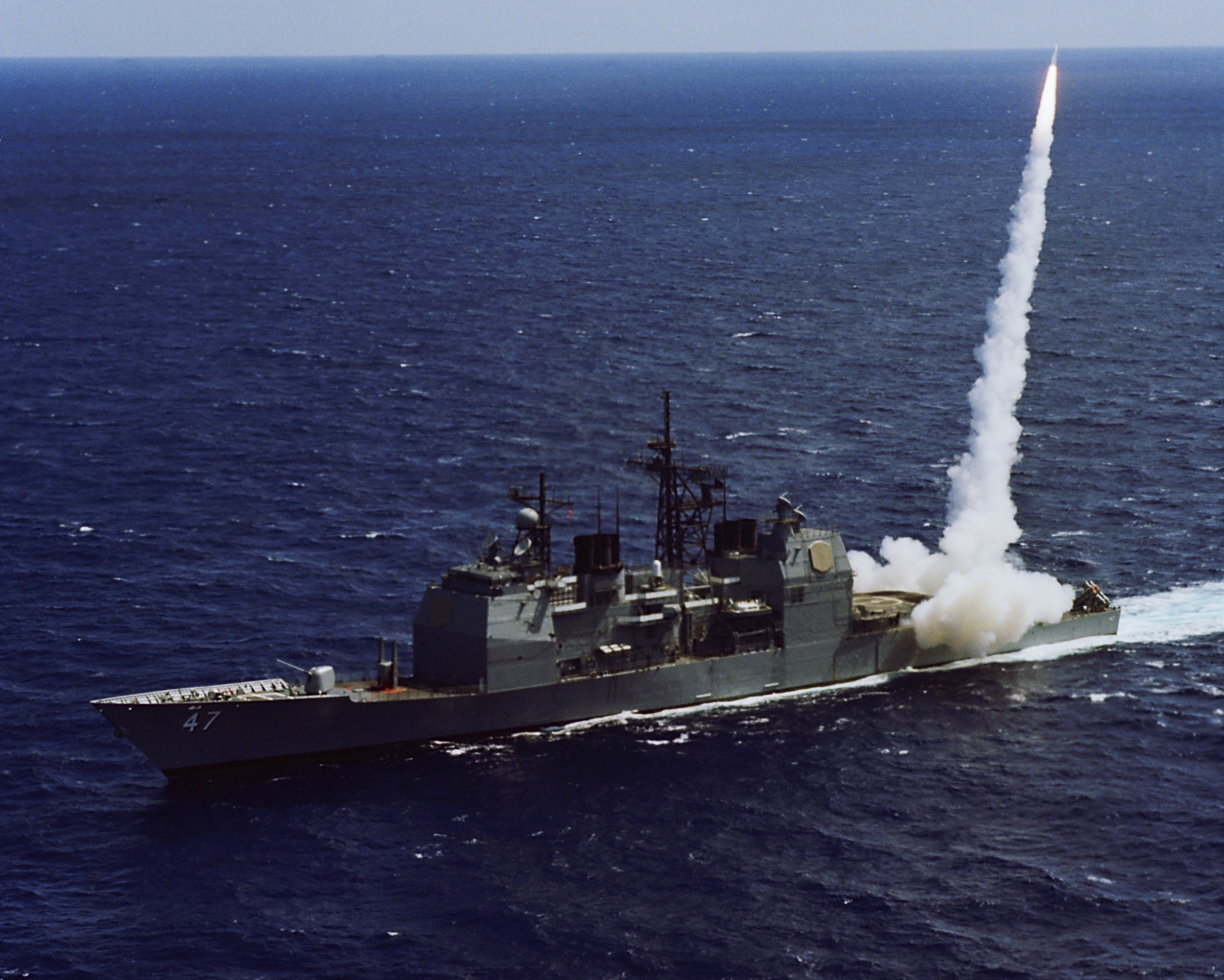
1983 年 4 月，美國提康德羅加號航空母艦（CG-47）在波多黎各附近海域試射標準 II 型飛彈，左舷視角

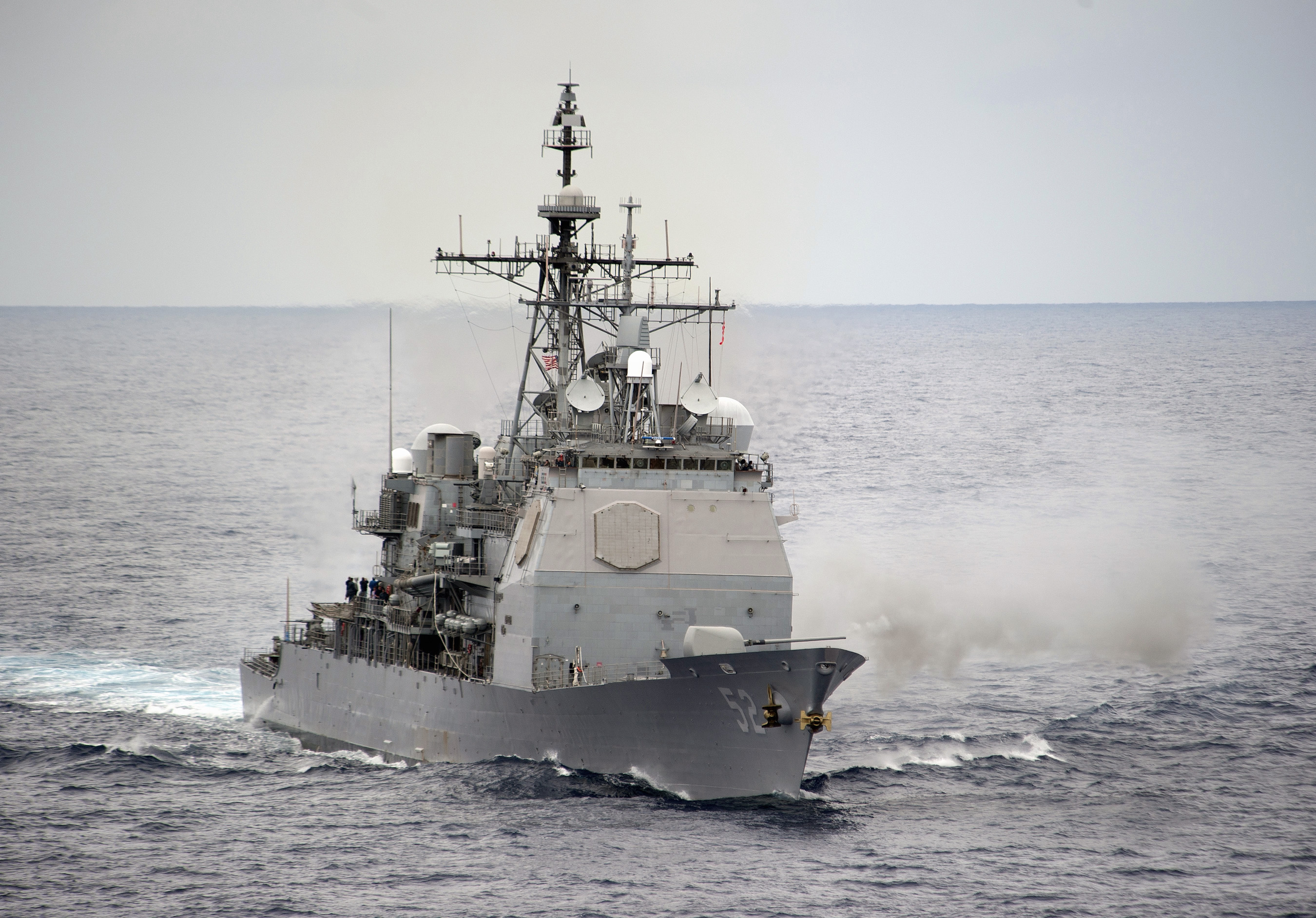
美國海軍提康德羅加級飛彈巡洋艦邦克山號（CG 52）使用其5吋火砲齊射。

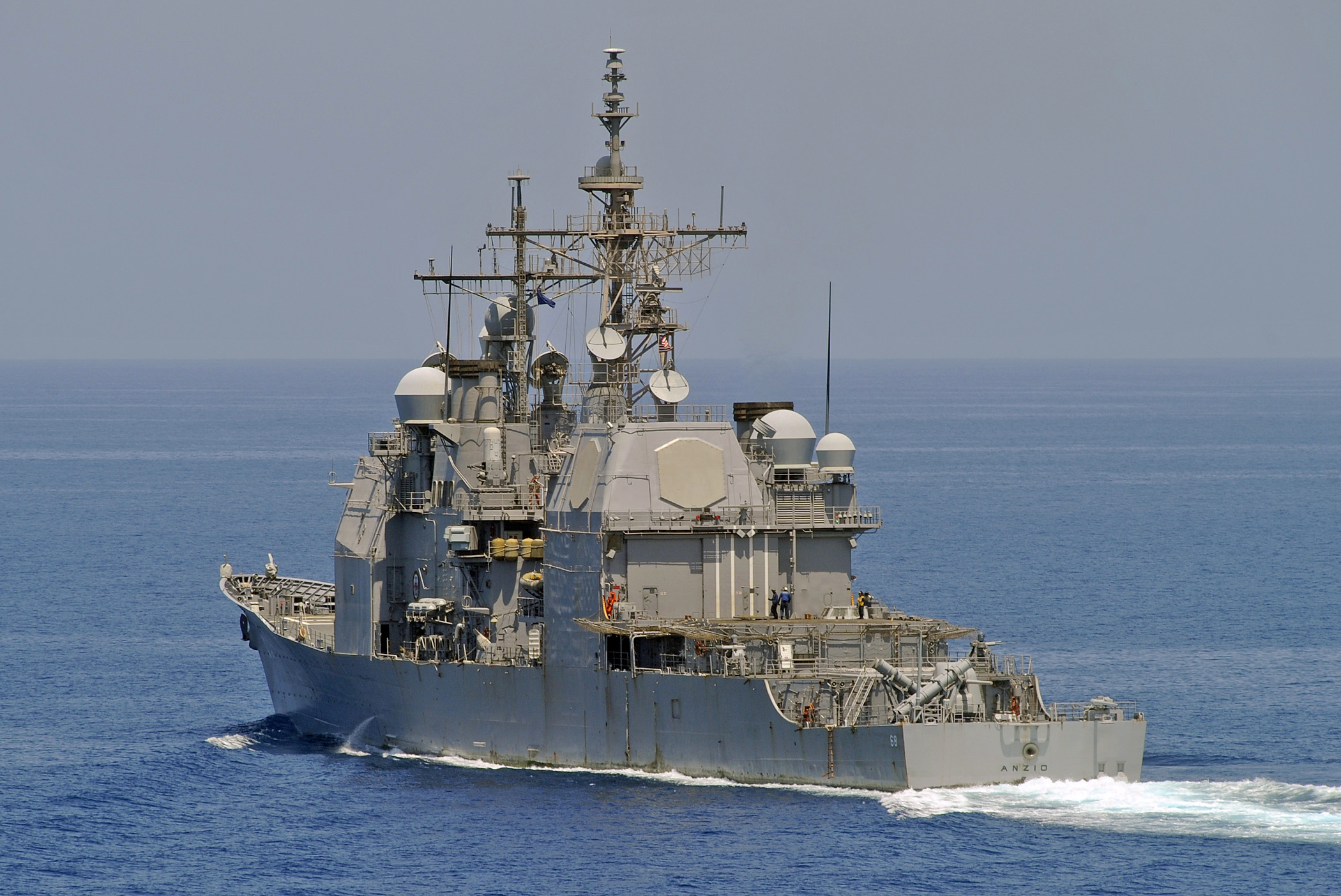
美國海軍提康德羅加級飛彈巡洋艦安齊奧號（CG 68）穿越亞丁灣

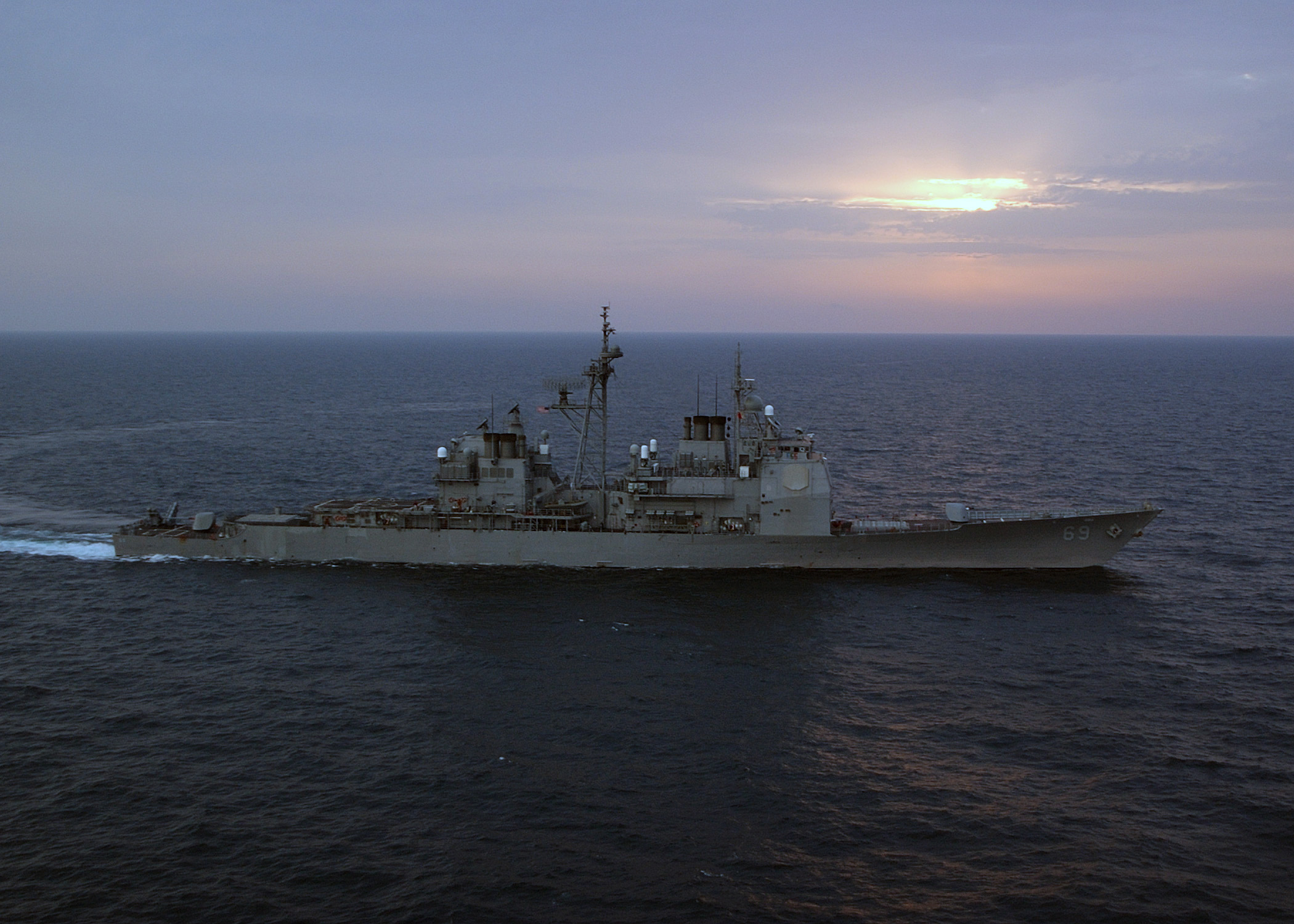
美國海軍飛彈巡洋艦(CG 69) 在日出時巡航穿越阿拉伯灣

導彈巡洋艦又稱飛彈巡洋艦（英語：Guided missile cruiser）是一種配備有導彈作為主要武器的巡洋艦艦種，通常具備強大的防空、反艦與對地攻擊能力。此類軍艦主要自冷戰時期開始廣泛部署，尤其以美國海軍與蘇聯海軍為最，至今仍為部分國家海軍艦隊中的中堅力量。

## 特點與定位
導彈巡洋艦與傳統巡洋艦相比，將主要火力集中於飛彈武器系統，並搭載多功能雷達與作戰系統，可執行區域防空、反潛、反艦與對地打擊等多種任務。其噸位與火力雖次於戰艦，但高於驅逐艦，並常被配置為艦隊的防空指揮艦或航空母艦戰鬥群的重要成員。

## 歷史發展
導彈巡洋艦的出現可追溯至1950年代，隨著飛彈技術發展成熟，美蘇兩國開始將舊有炮艦巡洋艦改裝為導彈艦，並在1960年代建造首批新造的導彈巡洋艦，如美國的長灘號（USS Long Beach, CGN-9）。隨後，美國開發了神盾戰鬥系統，並應用於提康德羅加級導彈巡洋艦（Ticonderoga class），使其具備區域防空能力，成為冷戰時期美國海軍主力戰艦之一。
蘇聯則發展出基洛夫級核動力導彈巡洋艦與光榮級導彈巡洋艦等，重視反艦飛彈與區域打擊能力。冷戰結束後，多數巡洋艦退役，唯美俄仍保有數艘現役。

## 現役導彈巡洋艦列表
- 美国：
  - 提康德羅加級導彈巡洋艦（Ticonderoga class）：1980年代起服役，至2020年代陸續退役中。

- 俄羅斯：
  - 基洛夫級核動力導彈巡洋艦（Kirov class）：排水量超過24,000噸，為現役最大軍艦之一。
  - 光榮級導彈巡洋艦（Slava class）：主要執行反艦打擊與艦隊指揮任務。

## 已退役艦級
- 美国：
  - 長灘號核動力導彈巡洋艦（USS Long Beach, CGN-9）
  - 貝爾納普級導彈巡洋艦（Belknap class）